# Stephen Armone
Stephen Armone (Palermo, 17 de noviembre de 1899 – 1960), también conocido como "14th Street Steve", fue un gánster neoyorquino de la familia criminal Gambino quien manejo algunas operaciones en el bajo Manhattan. Era el hermano mayor del capo de la familia Gambino Joseph Armone. Armone se mudó a los Estados Unidos con su familia y se asentó en Queens. Un hombre de baja estatura con cabello gris oscuro, cojeaba debido a una fractura de cadera. Su registro de arrestos incluyen asalto y agresión con intención de matar, robo y narcotráfico. Armone era un líder de las operaciones Gambino en el Lower East Side de Manhattan. Se involucró en el contrabando y distribución a gran escala de narcóticos.
El 6 de septiembre de 1944, Armone fue acusado de cargos de tentativa de contrabando de morfina y opio a los Estados Unidos desde las Bahamas. Usando una flotilla de botes pequeños, la red de contrabando empezó en 1940 pero se detuvo en 1941 debido a la Segunda Guerra Mundial.
En 1957, Armone supuestamente participó del asesinato del jefe de la familia Albert Anastasia. El subjefe de la familia Carlo Gambino y el capo de la familia criminal Luciano Vito Genovese estuvieron planeando asumir el poder en sus respectivas familias. El capo Gambino Joseph Biondo seleccionó a Armone para liderar una escuadrilla que incluía a los vendedores de heroína Stephen Grammauta y Arnold Wittenburg. El 25 de octubre de 1957, Armone y su escuadra emboscaron a Anastasia en la barbería de un hotel de Manhattan. Mientras Anastasia estaba en la silla recibiendo un corte de pelo y una afeitada, sus guardaespaldas desaparecieron. La escuadra entró al local y le dispararon hasta matarlo.
Armone murió en 1960.